# Delitschia niesslii
Delitschia niesslii är en svampart som beskrevs av Oudem. 1885. Delitschia niesslii ingår i släktet Delitschia och familjen Delitschiaceae.  Arten är reproducerande i Sverige. Inga underarter finns listade i Catalogue of Life.